# Antipathes glutinata
Antipathes glutinata är en korallart som beskrevs av Totton 1923. Antipathes glutinata ingår i släktet Antipathes och familjen Antipathidae. Inga underarter finns listade i Catalogue of Life.